# Levanfetamina
Levanfetamina é uma droga estimulante do sistema nervoso central (SNC) conhecido por aumentar o estado de vigília e a concentração, além de agir na diminuição do apetite e da fadiga. Os medicamentos que contêm levanfetamina são indicados e prescritos para o tratamento do transtorno do déficit de atenção e hiperatividade (TDAH), obesidade e narcolepsia em alguns países.
A levanfetamina é o estereoisômero sinistrogiro da molécula da anfetamina. Embora as formulações farmacêuticas contendo levanfetamina em sua forma enantiopura (levometanfetamina) não sejam mais fabricadas, a levometanfetamina ainda é comercializada em alguns países como descongestionante nasal.

## Química
A levanfetamina é o estereoisômero sinistrogiro da molécula da anfetamina. A anfetamina, em forma de mistura racêmica, contém dois enantiômeros, a dextroanfetamina e a levanfetamina.

## Formas farmacêuticas

### Anfetamina racêmica
A primeira marca de anfetamina patenteada, Benzedrina, era uma mistura racêmica (ou seja, composta por isômeros em partes iguais) de sais de sulfato de ambos os enantiômeros da anfetamina (levanfetamina e dextroanfetamina). A Benzedrina foi introduzida nos Estados Unidos em 1934, originalmente para tratar da congestão nasal. Mais tarde, percebeu-se que os enantiômeros anfetamínicos podiam também ser úteis no tratamento da obesidade,  narcolepsia e TDAH. Devido ao maior efeito sobre o sistema nervoso central da dextroanfetamina, vendido sob o nome comercial Dexedrina, a prescrição da marca Benzedrina diminui e esta foi eventualmente descontinuada. No entanto, em 2012, o sulfato de anfetamina racêmica foi reintroduzido sob a marca Evekeo.

### Adderall
Adderall é um medicamento anfetamínico que contém partes iguais de quatro sais: sulfato de dextroanfetamina, sulfato de anfetamina, sacarato de dextroanfetamina e aspartato de anfetamina monoidratado. Isto significa que o Adderall contém 75% de dextroanfetamina e 25% de levanfetamina.

### Evekeo
Evekeo é um medicamento que contém sulfato de anfetamina racêmica (ou seja, 50% de sulfato de levanfetamina e 50% de sulfato de dextroanfetamina). É aprovado para o tratamento de narcolepsia, TDAH e obesidade exógena. Os comprimidos de desintegração oral são aprovados para o tratamento do transtorno de déficit de atenção e hiperatividade (TDAH) em crianças e adolescentes.

### Outras
Outros produtos à base de anfetamina também são comercializados. O medicamento Dyanavel XR, anfetamina em forma de suspensão líquida tornou-se disponível em 2015 e contém cerca de 24% de levanfetamina. Já o Adzenys XR, em forma de comprimido para dissolução oral, chegou ao mercado em 2016 e contém 25% de levanfetamina.